# Bloc per Mallorca
El Bloc per Mallorca és una coalició preelectoral creada el 17 de novembre de 2006 per PSM, Esquerra Unida de Mallorca, Els Verds de Mallorca i un col·lectiu de ciutadans independents agrupats en la plataforma Progressistes pel Bloc de cara a les eleccions autonòmiques i, en alguns casos, municipals, del maig del 2007. El 21 de març de 2007 es va integrar a la coalició la federació d'Esquerra Republicana de Catalunya a les Illes Balears.

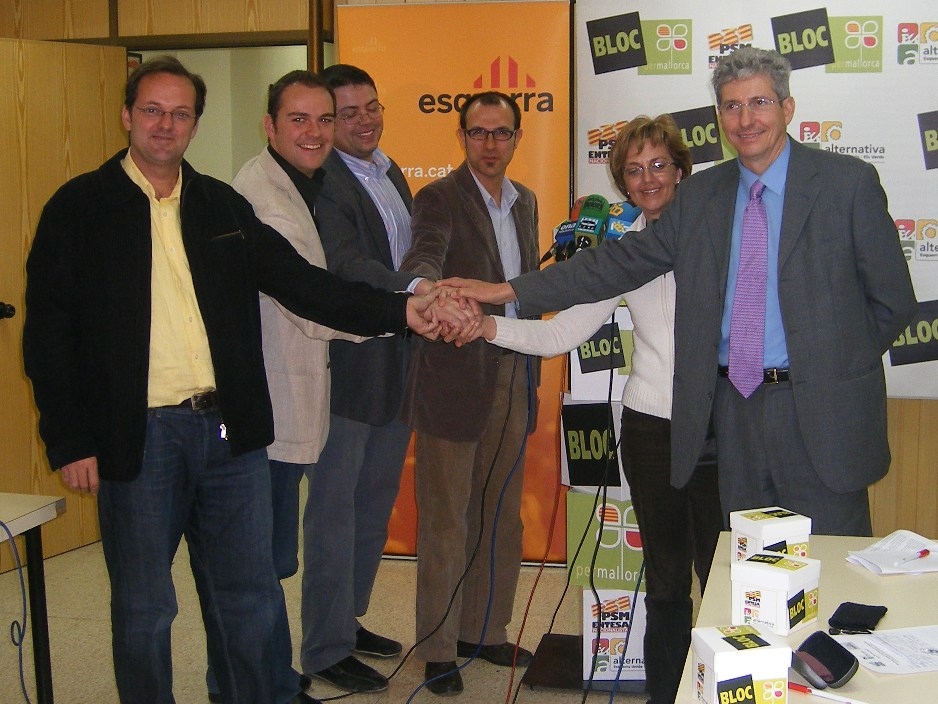
Acord de incorporació d'ERC al "BLOC per Mallorca"

## Eleccions de 2007
El candidat del Bloc per Mallorca a la presidència del Govern de les Illes Balears fou, a les eleccions de 27 de maig de 2007, Gabriel Barceló (PSM) i el cap de llista a l'ajuntament de Palma, Eberhard Grosske (Esquerra Unida de Mallorca). Al Consell de Mallorca, la candidata a la presidència de la institució fou Joana Lluïsa Mascaró (PSM). La llista autonòmica del Bloc per Mallorca va obtenir 37.455 vots (9% del total) i 4 diputats al Parlament de les Illes Balears. La llista del Bloc al Consell de Mallorca va obtenir 35.229 vots (10,54% del total) i 3 consellers.
Dia 25 de juny de 2007, el Bloc per Mallorca va arribar a un acord amb el PSOE i Unió Mallorquina per governar conjuntament el Govern de les Illes Balears i el Consell Insular de Mallorca. Fruit de l'acord, el Bloc per Mallorca va obtenir, al Govern de les Illes Balears, les conselleries d'ordenació del territori i mobilitat, la conselleria de benestar social i la conselleria de comerç, industria i energia. Al Consell de Mallorca, el Bloc per Mallorca va assumir les conselleries de cooperació local, interior, i la de cultura i patrimoni.

## Bloc per Palma
El Bloc per Palma fou la versió palmesana del Bloc per Mallorca. El cap de llista de la coalició fou Eberhard Grosske (Esquerra Unida de Mallorca). A les eleccions municipals de 27 de maig de 2007, el Bloc per Palma va obtenir 12.887 vots (9,08% del total) i 2 regidors: Eberhard Grosske (Esquerra Unida de Mallorca) i Nanda Ramon (Partit Socialista de Mallorca).
Després de les eleccions municipals de maig de 2007, el Bloc per Palma va tancar un acord de governabilitat amb el PSOE i Unió Mallorquina. Aina Calvo (PSOE) fou elegida, el 16 de juny de 2007, nova batllessa de Palma amb al suport dels dos regidors del Bloc per Palma i dels dos regidors d'Unió Mallorquina. Fruit de l'acord, els regidors del Bloc per Palma assumiren les següents àrees de gestió dins del govern municipal: Eberhard Grosske (Esquerra Unida de Mallorca) fou nomenat regidor de benestar social i participació, Nanda Ramon (Partit Socialista de Mallorca) regidora de cultura i patrimoni, i José Manuel Gómez (Els Verds de Mallorca), en qualitat de regidor no electe, va assumir la regidoria d'habitatge.

## Eleccions autonòmiques 2011
Davant la possibilitat de la reedició de la coalició de cara a les eleccions al Parlament de les Illes Balears de 2011, es va descartar la inclusió de la federació balear d'ERC donades els fracassats contactes entre aquesta i el PSM-EN a causa de les desavinences en el plantejament del futur d'ambdues formacions. Mentre que ERC pretenia crear una nova formació d'esquerres i nacionalistes amb la unió de tots els partits que s'unissin, però conservant aquests certa autonomia pròpia dins de la federació, el PSM-EN perseguia la dissolució d'ERC a Balears i la seva integració en el partit a canvi de reconèixer ERC com el seu referent polític a Catalunya. Així mateix també es va tenir en compte l'exclusió per part d'ERC del PSM-EN de la candidatura Europa dels Pobles - Verds a les Eleccions al Parlament Europeu de 2009 en detriment de l'escissió d'aquesta, Entesa per Mallorca.
Així mateix al juny de 2010 dins d'Esquerra Unida dels Illes Balears (EUIB) es van produir important moviments que van portar a la refundació del partit en Esquerra Alternativa i Verda i a l'escissió del corrent Esquerra XXI i la formació per part d'aquesta d'Iniciativa d'Esquerres. L'origen d'aquesta divisió va ser la intenció per part de Esquerra XXI de trencar la relació federal amb Izquierda Unida (IU) a nivell nacional en detriment d'una reedició del Bloc, enfront de la postura oficial del partit de mantenir la relació amb IU. Igualment, Iniciativa d'Esquerres va afirmar la seva intenció de proposar a Els Verds de Mallorca la seva integració en la nova formació política de cara a la reedició del Bloc.
El 10 de juny de 2010 PSM-EN, EV i Iniciativa d'Esquerres van anunciar un principi d'acord entre elles per concórrer junts a les eleccions autonòmiques i municipals de 2011; així mateix van remarcar les poques possibilitats d'ERC i de EAiE, l'antiga EUIB, d'unir-se al projecte.